# Kiszkowo (gmina)
Kiszkowo – gmina wiejska w województwie wielkopolskim, w powiecie gnieźnieńskim. W latach 1975–1998 gmina położona była w województwie poznańskim, nad rzeką Małą Wełną.

Wieś sołecka (parafia i dekanat Kiszkowo – od 01.01.2005 r.).
Siedziba gminy to Kiszkowo.
Według danych z Urzędu Stanu Cywilnego w Kiszkowie, liczba mieszkańców gminy na dzień 01.01.2020: 5431 osób.

## Struktura powierzchni
Według danych z roku 2002 gmina Kiszkowo ma obszar 114,58 km², w tym:
- użytki rolne: 80%
- użytki leśne: 8%

Gmina stanowi 9,13% powierzchni powiatu.

## Demografia

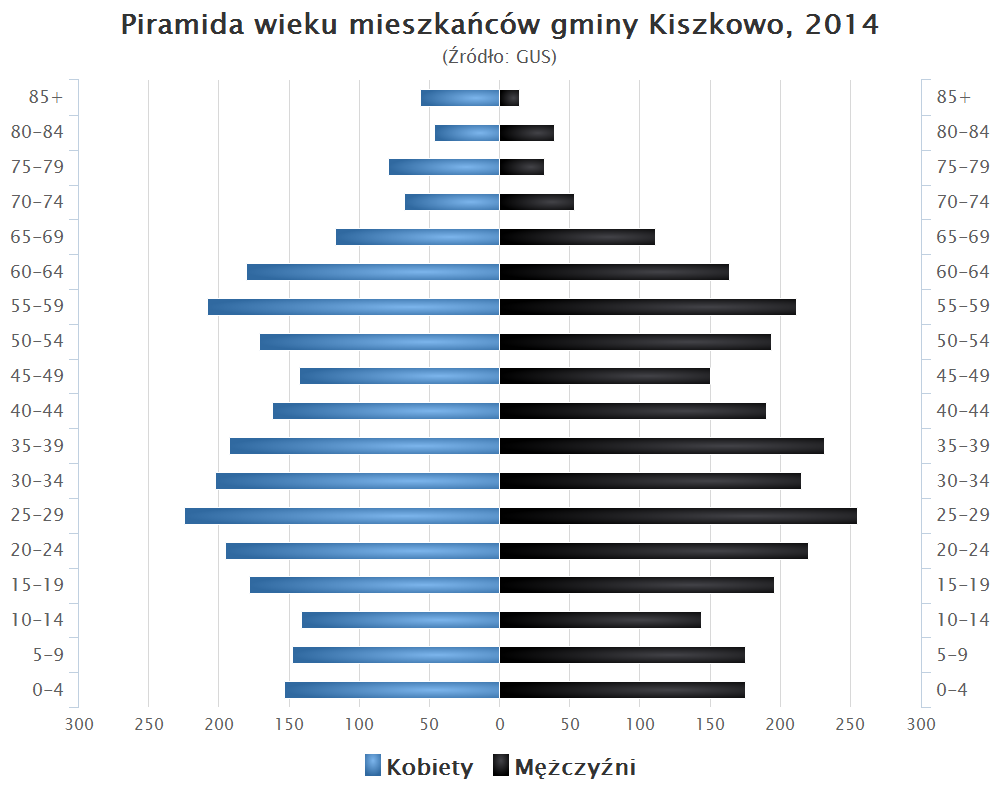
Piramida wieku mieszkańców gminy Kiszkowo w 2014 roku

Dane z 30 czerwca 2004:
| Opis                              | Ogółem | Ogółem | Kobiety | Kobiety | Mężczyźni | Mężczyźni |
| --------------------------------- | ------ | ------ | ------- | ------- | --------- | --------- |
| jednostka                         | osób   | %      | osób    | %       | osób      | %         |
| populacja                         | 5315   | 100    | 2609    | 49,1    | 2706      | 50,9      |
| gęstość zaludnienia (mieszk./km²) | 46,4   | 46,4   | 22,8    | 22,8    | 23,6      | 23,6      |

## Sąsiednie gminy
Kłecko, Łubowo, Murowana Goślina, Pobiedziska, Skoki

## Walory przyrodnicze
Gmina Kiszkowo leży w powiecie gnieźnieńskim, województwie wielkopolskim. Okolice Kiszkowa charakteryzują się ciekawym i malowniczym ukształtowaniem terenu. Cofający się lodowiec pozostawił po sobie wiele jezior i cieków wodnych. Urokliwe są doliny Rzeki Małej Wełny, która przepływa przez gminę ze wschodu na zachód, niemal otaczając Kiszkowo. Bardzo malownicze są także doliny Jeziora Turostowskiego oraz jezior w Sławnie i Kamionku. Różnica wysokości między najwyższym, a najniższym punktem Gminy to niemal 46 m. Najwyższe wzniesienie ma 125,8 m n.p.m. i znajduje się w okolicach Gniewkowa. Najniżej natomiast usytuowane są stawy w Dąbrówce Kościelnej – położone około 80 m n.p.m. Powierzchnia lasów w gminie wynosi 922 ha, co stanowi około 8% i jest nierównomiernie rozproszona w 3 kompleksach. Pierwszy ciągnący się od Karczewa przez Dąbrówką, aż do serca Parku Krajobrazowego Puszcza Zielonka, drugi na północ od miejscowości Rybieniec, trzeci natomiast znajduje się w okolicach Sławna, Kamionka i Imiołek, w Lednickim Parku Krajobrazowego.
Na terenie gminy Kiszkowo znajduje się 8 jezior: Jezioro Lednica, Jezioro Kamionek, Jezioro Turostowskie, Jezioro Głębokie, Jezioro Sławno, Jezioro Rybno Wielkie, Jezioro Rybno Małe, Jezioro Skrzetuszewo. Są to jeziora polodowcowe. Z uwagi na trudno dostępne brzegi z szerokim pasem trzcin lub otoczone podmokłymi łąkami i bagnami oraz niewielką głębokość, większość z nich nie jest wykorzystywana dla celów kąpieliskowych. Rekreacyjnie wykorzystywane są, w ograniczonym zakresie jeziora: Lednica, Turostowskie i Rybno Wielkie. Poza jeziorami znajdują się trzy kompleksy stawów rybnych. Pierwszy, największy o powierzchni ponad 200 ha, znajduje się na wschód od Kiszkowa i wzdłuż rzeki ciągnie się prawie do Myszek. Drugi zespół stawów znajduje się na północ od Kiszkowa, między Rybnem a Jabłkowem. Powierzchnia poszczególnych stawów w tym kompleksie waha się od 0,5 do 15 ha. Są one w dużym stopniu zarośnięte roślinnością szuwarową. Trzeci kompleks stawów znajduje się w Dąbrówce Kościelnej.